# Elżbieta Aleksandra z Meklemburgii-Schwerinu
Elisabeth Alexandrine Mathilde Augusta (ur. 10 sierpnia 1869 w Ludwigluście, zm. 3 września 1955 w Zamku Schaumburg) – księżniczka Meklemburgii-Schwerin, od śmierci teścia wielkiego księcia Piotra II 13 czerwca 1900 ostatnia wielka księżna Oldenburga. 
Urodziła się jako córka wielkiego księcia Meklemburgii-Schwerin Fryderyka Franciszka II i jego trzeciej żony księżnej Marii. 24 października 1896 w Schwerinie poślubiła owdowiałego po śmierci Elżbiety Anny Pruskiej następcę tronu Oldenburga – Fryderyka Augusta (panował on jako Fryderyk August II), zostając jego drugą żoną. Para miała pięcioro dzieci:
- księcia Mikołaja (1897-1971), ostatniego następcę tronu Oldenburga
- księcia Fryderyka Augusta (1900-1900)
- księżniczkę Aleksandrę (1900-1900)
- księżniczkę Ingeborgę Alicję (1901-1996)
- księżniczkę Altburgę (1903-2001)

Po klęsce Cesarstwa w I wojnie światowej i wybuchu rewolucji listopadowej w 1918 Fryderyk August II podobnie jak wszyscy niemieccy monarchowie został zmuszony do abdykacji.